# Белегет (Бакау)
Белегет (рум. Beleghet) насеље је у Румунији у округу Бакау у општини Агаш. Oпштина се налази на надморској висини од 539 m.

## Становништво
Према подацима из 2002. године у насељу је живело 350 становника, од којих су сви румунске националности.